# Philippe Venault
Philippe Venault, né Guy Jean Mollet le 7 avril 1947 à Paris et mort le 3 avril 2021, à Marseille, est un réalisateur et scénariste français.

## Biographie
Né le 7 avril 1947 à Paris (certaines sources indiquent Lyon), Philippe Venault fait des études de lettres modernes à Paris Nanterre, puis d'histoire à l'École pratique des hautes études, sous la direction de Christian Metz, Marc Ferro et Emmanuel Le Roy Ladurie.
Diplômé de l'EHESS, il devient journaliste au Magazine Littéraire, à Libération et au Matin de Paris.
Il écrit en collaboration avec Raymond Bellour plusieurs séries d’émissions pour France Culture.
Il meurt le 3 avril 2021 à l'âge de 73 ans.

## Publications
- Participation aux numéros de L'Arc, consacrés à Alexandre Dumas et à Michelet ;
- Filmer le roman familial de l'Histoire in Le cinéma américain, Flammarion[Quand ?] ;
- Un soulèvement populaire à Romans, Éditions Albatros ;
- Souvenir Amers en collaboration avec Philippe Blon, Mercure de France.

Assistant réalisateur, réalisateur de courts métrages puis collaborateur de Frédéric Mitterrand de 1984 à 1992 avec qui il réalise Étoiles et toiles et Étoiles, il est conseiller de programme chargé des polars auprès de Didier Decoin à France Télévision.

## Filmographie
- 1969 : La Femme infidèle de Claude Chabrol (stagiaire mise en scène)
- 1972 : Tout va bien de Jean-Luc Godard et Jean-Pierre Gorin (régie)
- 1973 : Français encore un effort de Jean-Pierre Gorin (Inachevé) (assistant-réalisateur)
- 1974 : L'amour du Métier de Yves Laumet (TV- 5 épisodes) (assistant réalisateur)
- 1975 : Chobizenesse de Jean Yanne : (assistant réalisateur)
- 1984 : Paris vu par... 20 ans après, segment Canal Saint-Martin
- 1984 : Une rébellion à Romans
- 1989 : Blancs cassés
- 1993 : Mort à l'étage (TV)
- 1994 : L'Homme empaillé (TV)
- 1994 : Adieu les roses (TV)
- 1996 : Les Clients d'Avrenos (TV)
- 1997 : L'Amour à l'ombre (TV)
- 1998 : Le Horsain (TV)
- 2000 : L'Été des hannetons (TV)
- 2000 : La Part de l'ombre (TV)
- 2001 : Le Parisien du village (TV)
- 2002 : Le Zoo du boîteux (TV)
- 2002 : L'Envolé (TV)
- 2002 : On n'a plus de sushis à se faire (TV)
- 2003 : Un frère pour Ben (TV)
- 2002 : Les Filles du calendrier (TV)
- 2002 : Nestor Burma : 5 épisodes
- 2002 : Boulevard du Palais : 4 épisodes
- 2005 : 3 jours en juin (TV)
- 2006 : Poussière d'amour (TV)
- 2006 : La Louve (TV)
- 2008 : Baptêmes du feu (TV)
- 2008 : Les Enfants d'Orion (TV)
- 2009 : Entre deux ombres (TV)
- 2010 : Tango : Bad dog (TV)
- 2011 : Dame de pique (TV)
- 2011 : Une Lubie de Monsieur Fortune (TV)
- 2011 : Saïgon, l'été de nos 20 ans. 2 X 90 minutes. TV
- 2013 : Dame de trèfle (TV)
- 2014 : Palace Beach Hôtel (TV)
- 2015 : Souviens-toi (TV) d'après Mary Higgins Clark
- 2015 : La Loi d'Alexandre (TV)
- 2016 : La Loi de Pauline (TV)
- 2017 : À la dérive (TV)